# Carlos Borcosque Jr.
Carlos Borcosque Jr. fils du réalisateur chilien Carlos Borcosque, né le 13 juin 1943 à Buenos Aires, en Argentine, mort le 22 mai 2023 à Buenos Aires, est un assistant réalisateur, scénariste, producteur, réalisateur et scénariste argentin. Il est connu pour les films à succès comme Las esclavas, ...Y mañana serán hombres et Los gatos.
Il commence sa carrière au cinéma en tant qu'acteur dans Volver a la vida dirigé par son père, plus tard il fera son apprentissage en tant qu'assistant réalisateur.

## Filmographie

### Directeur
- Dulces noches de Buenos Aires (2014).
- Argentina es tango (1988).
- Las esclavas (1987).
- Los gatos (prostitución de alto nivel) (1985).
- Crucero de placer (1980).
- ...Y mañana serán hombres (1979).
- El soltero (1977).
- Santos Vega (1971).
- La gran felicidad (1966).

### Assistant de direction
- La mujer de tu prójimo (1966).
- Un italiano en la Argentina (1965).
- Circe (1964).
- La sentencia (1964) (practicante de asistente del director).
- Pesadilla (1963).
- El mago de las finanzas (1962).
- El noveno mandamiento (1962).
- Delito (1962) (practicante de asistente del director).
- Los venerables todos (1962) Pesadilla (1963).

### Scénariste
- Las esclavas (1987).
- Los gatos (Prostitución de alto nivel) (1985).
- Voy a hablar de la esperanza (1980).
- …Y mañana serán hombres (1979).
- La colimba no es la guerra (1972).

### Productor
- ...Y mañana serán hombres (1979).
- Los chiflados dan el golpe (1975).
- Los chiflados del batallón (1975).

### Assistant de production
- La cifra impar (1962).

### Acteur
- Mientras haya un circo (1958).
- Volver a la vida (1951).